# Феррейра, Вандер Сантос
Вандер Сантос Феррейра (22 июня 1976, Рио-де-Жанейро, Бразилия), более известный как Вандер Кариока — бразильский футболист, игрок в мини-футбол.

## Биография
За время выступления в бразильских клубах Вандер Кариока дважды становился чемпионом Бразилии по мини-футболу — c «Атлетико Минейро» в 1997 году и «Васко да Гама» в 2000 году. В 1997 же, наряду с Ленисио, Вандер стал лучшим бомбардиром чемпионата Бразилии, поразив ворота соперников 36 раз. В 2001 году он перебрался в Европу, став игроком клуба «Плайас де Кастельон», действующего чемпиона Испании. С кастельонским клубом он стал двукратным обладателем Кубка УЕФА по мини-футболу, причём в финале розыгрыша 2002-03 против бельгийского «Аксьона 21» Вандеру удалось дважды отличиться. Проведя по одному сезону в другом испанском клубе «Миро Марторель» и итальянском «Арциньяно Грифо», в 2005 году бразилец перешёл в клуб российской Суперлиги «Норильский никель». Вскоре он стал лидером команды, а успешный сезон 2006-07 принёс ему титул лучшего бомбардира российского первенства. Летом 2009 года Вандер Кариока перешёл в другой российский клуб — «Тюмень».
В феврале 2010 года последовало сенсационное известие о том, что Кариока, вовремя не прибывший в расположение тюменской команды из Бразилии, подписал контракт с бразильским «Малви» при наличии действующего контракта с сибиряками. Президент «Тюмени» Александр Попов вскоре заявил о том, что клуб намерен добиться наказания бразильца. Вскоре у Кариоки возникли разногласия с руководством «Малви», однако он не вернулся в Россию, а подписал контракт с другим бразильским клубом — «Покером».
Вместе со сборной Бразилии по мини-футболу Вандер Кариока стал серебряным призёром чемпионата мира по мини-футболу 2000, причём ему удалось стать вторым бомбардиром турнира после Мануэла Тобиаса. Следующее мировое первенство принесло ему бронзовые награды.

## Достижения
- Серебряный призёр чемпионата мира: 2000
- Бронзовый призёр чемпионата мира: 2004
- Обладатель Кубка УЕФА (2): 2001/02, 2002/03
- Обладатель Кубка Америки (2): 1998, 1999
- Чемпион Бразилии (3): 1997, 2000, 2016
- Чемпион Испании: 2000/01
- Чемпион штата Санта-Катарина: 2013, 2014
- Чемпион штата Сан-Паулу: 2016
- Чемпион штата Рио-де-Жанейро: 2011

Личные:
- Лучший бомбардир чемпионата России: 2006/07